# Pădurea strâmbă
Pădurea strâmbă (în poloneză : Krzywy Las) este o curiozitate naturală cu o suprafață de circa 1,7 ha situată în powiatul Gryfino din Pomerania Occidentală, Polonia.
Particularitatea acestei păduri este că conține circa 400 pini care au baza trunchiului puternic deformată. Astfel, la circa 40 cm de la nivelul solului, arborii parcă au fost îndoiți, trunchiul făcând un unghi de 90°. Creșterea trunchiului reluând apoi o creștere apicală, trunchiul formează o curbură care poate atinge până la 3 m la anumiți pini. Arborii au o vârstă de circa 80 ani și au o înălțime de 11-12 m. 

## Teorii privind forma arborilor

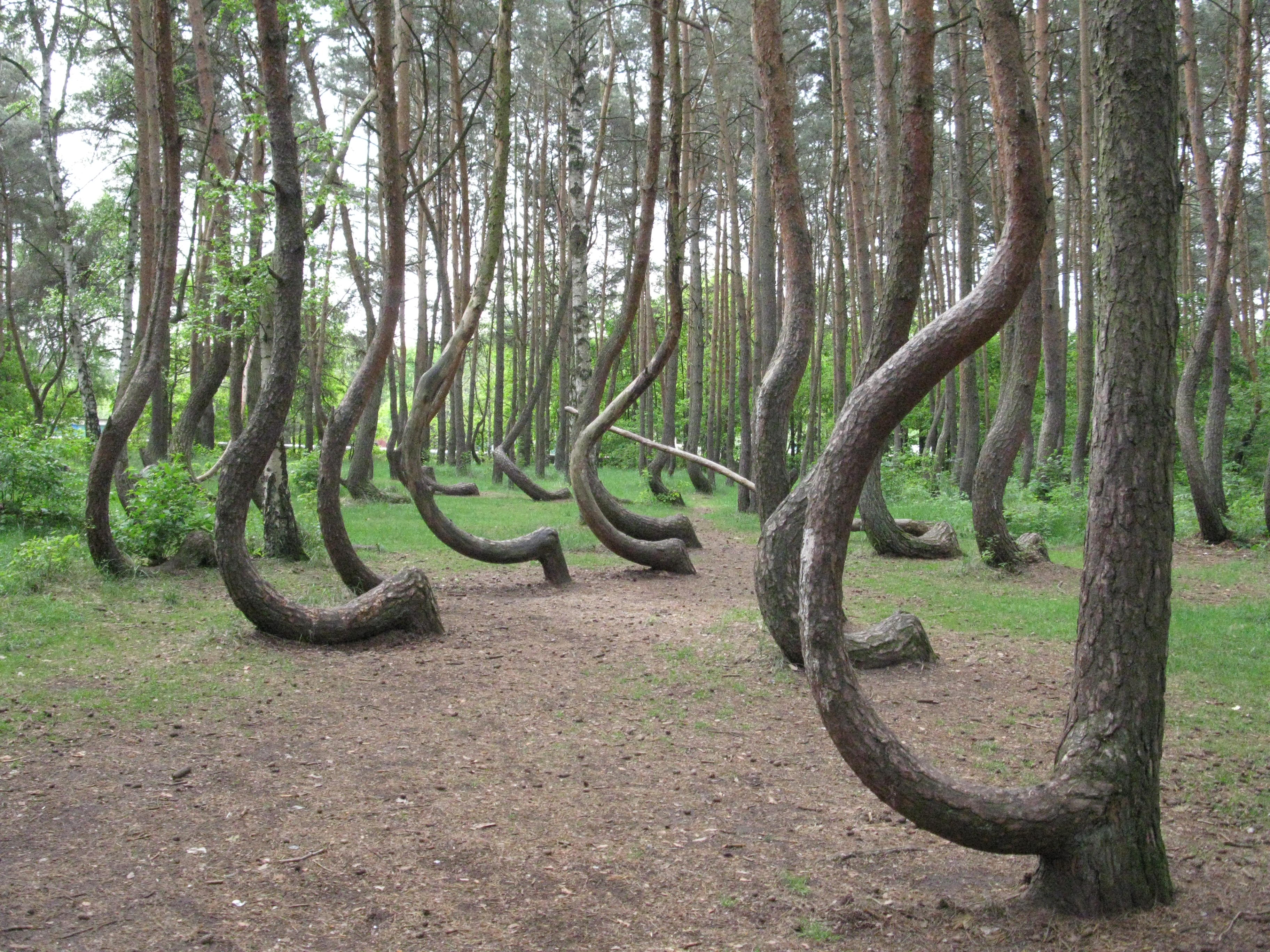
Trunchiuri cu forme caracteristice

Mai multe teorii încearcă să explice forma de excepție a acestor arbori.

### Nevoile de fabricare a mobilierului
Acești pini ar fi fost plantați în anul 1932 când Pomerania Occidentală făcea parte din Germania. Ei au fost astfel „lucrați” pentru a forma un lemn curbat necesar la fabricarea scaunelor și mobilierului cu forme rotunde .

### Brazi de Crăciun
O altă teorie propusă de o echipă de cercetători germani pretinde că această parcelă de pădure ar fi fost exploatată în producția brazilor de Crăciun după tehnica forestieră din silvicultură apropiată de tăierea simplă: arborii sunt tăiați deasupra primului etaj de ramuri, astfel permițând copacului să-și continue creșterea de la rădăcină, putând să fie exploatat din nou după câțiva ani.